# ピーター・ボンドラチェック
ピーター・ボンドラチェック（Petr Vondracek、男性、1977年5月18日 - ）は、チェコのキックボクサー。ウースチー州ルンブルク出身。バカルディー・ジム所属。現WAKO PRO K-1世界スーパーヘビー級王者。
地区予選を勝ち抜き、日本のファンにも認知されるようになったK-1デビュー当時はテクニックを武器とし、相手の攻撃を華麗に回避しパンチを当てるというスタイルだったが、そのうちに被弾覚悟でパンチをひたすらブンブン振り回すファイトスタイルに変わって行った。
2000年代後半以降、K-1のテレビ中継からは姿を消し、また、日本でも試合をしていないが、2013年現在もヨーロッパの大会で試合をしている。しかし、戦績が振るわない状況が続いている。

## 人物
先述の通り、パンチ主体で喧嘩の如く攻撃的なファイトスタイルから「シリル・アビディII世」と言うキャッチコピーも存在する。性格もアビディと似ていて、見た目とは裏腹に気性が荒い。2003年には自身の起こした喧嘩事件により、K-1から出場停止処分を受けていた。
端正な顔立ちを持ち、本業はモデルである。現在の体型は、増量の影響によりモデルとして写っている写真のように筋骨隆々ではなくなっている。
ボンドラチェックがモデルとして写っている写真では、「筋肉の鎧」とも言える割れた腹筋を披露しているが、実はその腹部が彼の弱点である。
最近は派手なKO負けが多いため、試合の盛り上げ役や噛ませ犬として呼ばれることがもっぱらである。

## 来歴
14歳の時に格闘技を始めた。松濤館空手を習ったのちにキックボクシングに参戦し、アマチュア大会で勝利を重ねた。
2002年、K-1地区予選トーナメントのイタリア大会でデビューし、8月にラスベガスで開かれた世界最終予選に出場。グレゴリー・トニーと一回戦で対戦しKO負けするも、ダウンを奪うなど健闘した。
2005年5月のK-1パリ大会では、その年にK-1王者となるセミー・シュルトにKO負けするもパンチで追い詰め善戦している。
以降勝ち星から長年遠ざかっていたが、2012年にはラドゥ・スピンゲルに判定勝利。1年ぶりのキックボクシング参戦となった2013年12月の大会ではGeatan Sautronから1ラウンドでKO勝利を挙げている。

## 戦績
| キックボクシング 戦績 | キックボクシング 戦績 | キックボクシング 戦績 | キックボクシング 戦績 | キックボクシング 戦績 | キックボクシング 戦績 | キックボクシング 戦績 |
| --------------------- | --------------------- | --------------------- | --------------------- | --------------------- | --------------------- | --------------------- |
| 75 試合               | (T)KO                 | 判定                  | その他                | 引き分け              | 無効試合              |                       |
| 50 勝                 | 29                    |                       |                       | 1                     | 0                     |                       |
| 25 敗                 |                       |                       |                       | 1                     | 0                     |                       |

| 勝敗 | 対戦相手                 | 試合結果                                | 大会名                                                                  | 開催年月日     |
| ○    | Geatan Sautron           | 1R KO                                   | Noc Válečníků 7                                                         | 2013年12月12日 |
| ○    | ラドゥ・スピンゲル       | 3R終了 判定                             | SuperKombat World Grand Prix 2012 Final Elimination（スーパーファイト） | 2012年11月10日 |
| ×    | パコム・アッシ           | 3R終了 判定                             | Fight Code: Rhinos Series, Quarter Finals                               | 2011年10月22日 |
| ○    | ヴジェコフラフ・バジッチ | 3R終了 判定                             | Fight Code: Rhinos Series, Final 16 (Part 3)                            | 2011年8月13日  |
| ×    | ベジム・カバシ           | 4R 1:27 TKO（レフェリーストップ）       | Steko's Fight Night                                                     | 2011年5月28日  |
| ×    | フレディ・ケマイヨ       | 1R TKO（カット）                        | Ring of Honor                                                           | 2010年6月4日   |
| ×    | ミハイタ・グレスク       | 3R終了 判定                             | K-1 Collizion Final Elimination                                         | 2009年10月24日 |
| ○    | レアモン・ウェルボレン   | 3R終了 判定                             | K-1 Fighting Network Prague 2008 【スーパーファイト】                   | 2008年12月20日 |
| ×    | セバスチャン・チオバヌ   | 3R終了 判定                             | Local Kombat 31                                                         | 2008年11月7日  |
| ×    | 野田貢                   | 2R 2:43 KO（パンチ連打）                | K-1 WORLD GP 2008 IN YOKOHAMA                                           | 2008年4月13日  |
| ×    | アティラ・カラチ         | 3R 1:21 KO（右フック）                  | K-1 WORLD GP 2008 in BUDAPEST 【EUROPE GP 1回戦】                       | 2008年2月9日   |
| ×    | アリエル・マストフ       | 3R 1:52 KO（後ろ回し蹴り）              | K-1 WORLD GP 2007 IN LAS VEGAS 【スーパーファイト】                     | 2007年8月11日  |
| ○    | シプリアン・ソラ         | 1R KO                                   | Lokal Kombat 26                                                         | 2007年6月15日  |
| ×    | アドナン・レゾビッチ     | 3R終了 判定0-3                          | K-1 Romania【1回戦】                                                    | 2007年5月4日   |
| ○    | シプリアン・ソラ         | 1R KO                                   | Lokal Kombat 25                                                         | 2007年3月2日   |
| ×    | ハンベルト・エボラ       | 2R 1:05 KO                              | K-1 Czech Heaven or Hell【1回戦】                                       | 2006年12月16日 |
| ×    | アレクセイ・イグナショフ | 2R 2:08 KO（右ストレート）              | K-1 WORLD GP 2006 in AMSTERDAM 【EUROPE GP 1回戦】                      | 2006年5月13日  |
| ○    | ペレ・リード             | 3R終了 判定                             | K-1 Italy Grand Prix 2006 in Milan                                      | 2006年4月8日   |
| △    | バスラック・デュスコ     | 3R終了 判定0-0                          | 一撃 8.20 ICHIGEKI 【一撃キックルール】                                 | 2005年8月20日  |
| ×    | セミー・シュルト         | 2R 2:42 TKO（レフェリーストップ）       | K-1 WORLD GP 2005 in PARIS 【EUROPE GP 1回戦】                          | 2005年5月27日  |
| ×    | カーター・ウィリアムス   | 2R 1:57 TKO（パンチ連打）               | K-1 WORLD GP 2004 in NAGOYA                                             | 2004年6月6日   |
| ×    | 富平辰文                 | 3R終了 判定0-3                          | K-1 BEAST 2004 〜新潟初上陸〜                                           | 2004年3月14日  |
| ○    | ノブ・ハヤシ             | 1R 2:35 KO（3ノックダウン：パンチ連打） | K-1 BURNING 2004 〜沖縄初上陸〜                                         | 2004年2月15日  |
| ○    | グレート草津             | 2R 1:32 KO（右ローキック）              | K-1 ANDY SPIRITS 〜JAPAN GP 決勝戦〜                                    | 2002年9月22日  |
| ×    | グレゴリー・トニー       | 1R 2:48 KO（2ノックダウン：パンチ連打） | K-1 WORLD GP 2002 in LAS VEGAS 【1回戦】                                | 2002年8月17日  |
| ○    | ピーター・ヴァルガ       | 2R 2:45 KO                              | K-1 OKTAGON 2002【決勝】                                                | 2002年4月20日  |
| ○    | ガボール・メイツァー     | 2R 2:33 KO                              | K-1 OKTAGON 2002【準決勝】                                              | 2002年4月20日  |
| ○    | ソウレイマン             | 1R 2:02 KO                              | K-1 OKTAGON 2002【1回戦】                                               | 2002年4月20日  |

## 獲得タイトル
- ヴィエナオープン国際キックボクシングトーナメントチャンピオン（1996年）
- WKAベイルート＆レバノン フルコンタクトチャンピオン（1999年）
- チェコ国際オープンキックボクシングトーナメントチャンピオン
- WKAチェコ世界チャンピオン
- K-1 WORLD GP 2002 世界地区予選 イタリア大会 優勝（2002年）
- WAKO PRO K-1世界スーパーヘビー級王座（2014年）
- WAKO PRO K-1世界スーパーヘビー級王座（2016年）